# Mar de Banda
La mar de Banda és una mar compartida per Indonèsia i Timor Oriental situada entre els arxipèlags de les Cèlebes, les Moluques i les Illes Petites de la Sonda.
El mar de Banda és una ecorregió marina, tal com la defineix el World Wildlife Fund. Forma part de la regió del Triangle de Corall, que té la major diversitat d'espècies d'esculls de corall a l'Indo-Pacífic més ampli.

## Particularitats
Les illes Banda, relativament petites, ocupen una posició gairebé central i donen nom a aquesta mar.
Té uns 1.000 km d'est a oest i uns 500 de nord a sud. Hi trobem la conca de Banda, que arriba als 7.440 metres.
Els terratrèmols són freqüents a la zona, fruit de la confluència de les plaques tectòniques d'Euràsia, el Pacífic i Austràlia.